# ایسینژو
ایسینژو (به فرانسوی: Yssingeaux) یک کمون در فرانسه است که در Canton of Yssingeaux واقع شده‌است.

## خصوصیات
ایسینژو ۸۰٫۵۷ کیلومترمربع مساحت و ۶٬۹۳۱ نفر جمعیت دارد و ۸۴۰ متر بالاتر از سطح دریا واقع شده‌است.

## خواهرخوانده
شهر ابرسبرگ خواهرخواندهٔ ایسینژو هست.